# О’Нил, Хайро
Хайро Себастьян О’Нил Лопес (исп. Jairo Sebastián O'Neil López; род. 31 июля 2001, Пасо-де-лос-Торос, Такуарембо) — уругвайский футболист, защитник клуба «Унион Санта-Фе».

## Клубная карьера
О’Нил — воспитанник клуба «Пеньяроль». 22 мая 2022 года в матче против «Бостон Ривер» он дебютировал в уругвайской Примере. В 2023 году О’Нил перешёл в столичный «Феникс». 12 марта в матче против столичного «Расинга» он дебютировал за новую команду.
Летом того же года О’Нил перешёл в аргентинский «Унион Санта-Фе».

## Международная карьера
В 2023 году в составе олимпийской сборной Уругвая О’Нил принял участие в Панамериканских играх в Чили. На турнире он сыграл в матчах против команд Доминиканской Республики, Чили, Мексики и Колумбии.